# 田町 (高雄市)

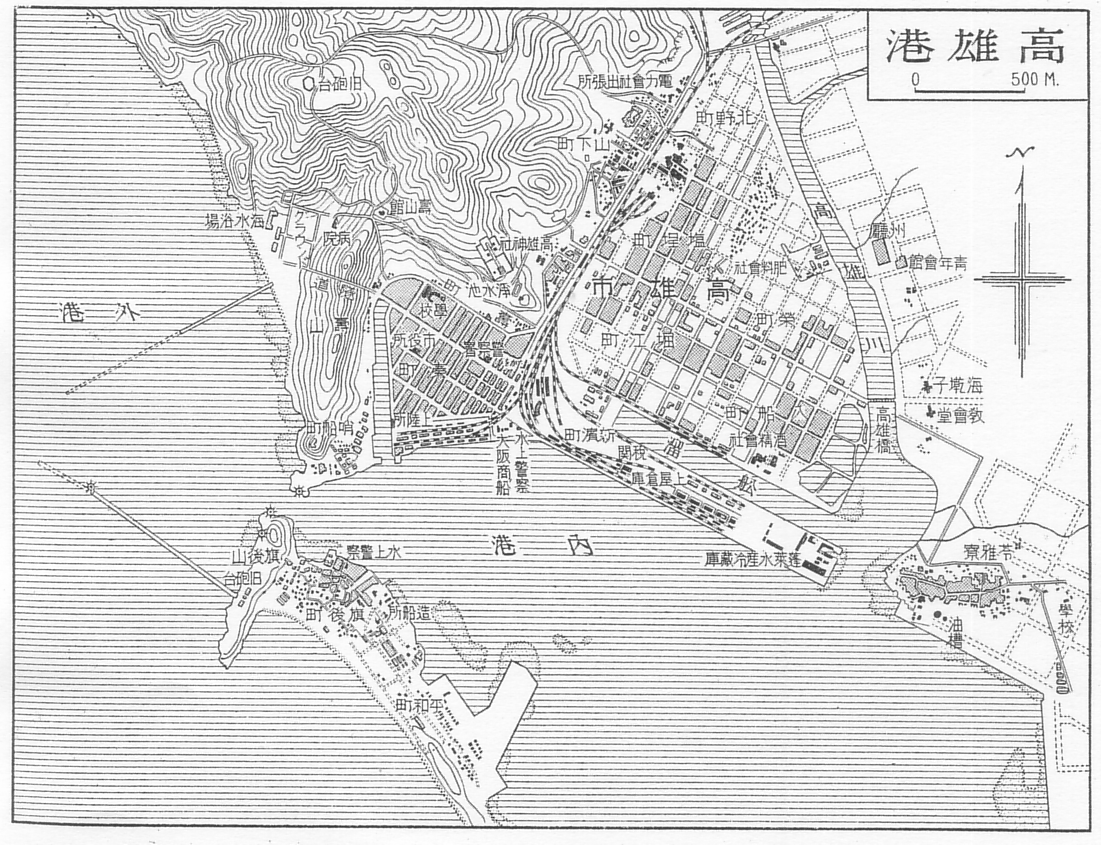
1930年左右的高雄地圖，可見當時的高雄市各町。

田町是台灣日治時期高雄市的行政區劃之一，共分一～四丁目，約有10甲田而得名。該町在高雄川以西、壽山以東、北野町之北，其範圍約今鼓山區河西一路、鼓山二路一帶，約等於興宗里山腳一帶和樹德、河邊、寶樹、綠川等里所轄範圍。

## 町內設施
- 田町驛（現鼓山車站）
- 台灣倉庫株式會社高雄石油倉庫（現田町倉庫）
- 田町齋場
- 田町市場
- 田町派出所（現鼓山派出所）
- 淺野水泥株式會社台灣支店